# Les mystères de Loudun
Les mystères de Loudun è un film per la televisione del 1976 diretto dal regista Gérard Vergez, stessa storia ripresa in un altro film,  I diavoli (1971).

## Trama
Racconta di una storia realmente accaduta: la storia del prete Urbain Grandier ambientata nella Francia del 1634, che nella difesa della sua città viene coinvolto dalla suor Jeanne Degli Angeli e da altri loschi personaggi in un processo per possessione diabolica. L'accusa infondata era per eliminare l'ostacolo, alla fine il prete morirà.